# Hesselø
Hesselø er en 0,71 km² lille ubeboet ø i Kattegat ca. 25 km nord for Sjælland. Øen er en del af Halsnæs Kommune og er privatejet.

## Geografi
Hesselø er 0,71 km² stor, med en længde på 1,5 kilometer og en bredde på 700 meter. 
Øen fik sit navn efter sælerne, som man tidligere drev jagt på der, og som også i dag hyppigt findes der. Blandt andet derfor er Hesselø et naturreservat med stærkt indskrænkede besøgsmuligheder. Øen er udpeget som EU-habitatområde. Øens højeste punkt er 20 meter over havet. På dette sted står det 24 meter høje Hesselø Fyr. Efter at fyrtårnet blev automatiseret, er indbyggertallet faldet fra 16 personer i 1955 til 2 i år 2000. Siden 2005 er øen ubeboet. På øen findes en  vejrstation drevet af Danmarks Meteorologiske Institut, såvel som en kirkegård, hvor der først og fremmest ligger begravede skibbrudne, som drev i land her. 
Ud fra nordvestspidsen af øen strækker der sig et tre kilometer langt rev, hvorfra enkelte klipper rager op af vandet. Revet er markeret med en bøje. Fra sydøst strækker der sig en smal sandspids 1,5 kilometer ud i havet. Ved sydøstenden er der en klippe, som på stormfulde dage bryder bølgerne, også denne klippe er markeret med en bøje.
Farvandet omkring Hesselø og stenrevet nordvest og sydøst for øen er fredet. 
Selve øen er ikke fredet.

## Historie
Ved kongelig resolution af 12. april 1822 bestemtes, at Hesselø skulle høre under det daværende Rørvig Sogn. Indtil da havde øen så vidt vides ikke hørt til noget sogn. Ved resolution af 17. april 1893 kom øen til at høre under Torup Sogn (Torup Sogn Harde Strø Herred, Frederiksborg Amt) og siden 1970 til Hundested Kommune. Hundested Kommune blev som følge af Kommunalreformen en del af Frederiksværk-Hundested Kommune, som igen blev en del af Region Hovedstaden. Kommunen blev 1. januar 2008 omdøbt til Halsnæs Kommune. Størstedelen af kommunen ligger 25 km borte, på øen Sjælland.
Hesselø var genstand for en verbal krig mellem Danmark og Sverige i 1983, da Danmark gav tilladelse til prøveboringer efter olie nordøst for øen nær Lysegrund og Lille Lysegrund. Grænsen i Kattegat var uklar, og diskussionen mellem statsministre Olof Palme og Poul Schlüter var usædvanlig skarp. En medvirkende årsag til den skarpe tone kan have været, at Sverige på samme tid havde en konflikt om territorialgrænserne til Sovjetunionen i Østersøen.
F.L.Smidth-koncernen har ejet øen og brugt den som ferieområde og jagtterræn for udvalgte medarbejdere.
I 2002 ønskede koncernen at afhænde øen til en pris på 12,5 millioner kroner.
I oktober og november 2003 var Hesselø medieomtalt på grund af et ikke-godkendt havneanlæg og flyveplads foretaget af ejeren Erik Tingleff Larsen, der er hovedaktionær i Weibel Scientific.
I 2005 blev Weibel Scientific og Larsen tiltalt
og i 2006 dømt til at betale 500.000 kroner i bøde.
Muligvis har øen givet forfatteren Thøger Birkeland inspiration til den opdigtede ø Muldø, som nævnes i hans bog Natten i Safarihulen. Både den geografiske beliggenhed, øens ringe størrelse og andre beskrivelser minder om Hesselø.

## Naturbeskyttelse
I 1951 blev Hesselø med holme og rev samt en del af det omgivende farvand udlagt som videnskabeligt reservat og omfattet af et  vildtreservat.
I 1982 blev der gennemført en fredning i form af en bekendtgørelse udstedt af miljøministeriet. Den medfører fredning af dele af søterritoriet samt de rev, der ligger indenfor en afstand af tre sømil fra Hesselø i alt 970 km².   På alle rev er al færdsel forbudt i tiden 15.4. – 30.09. 
Hesselø og havet omkring udgør Natura 2000-område nr. 128 Hesselø med omliggende stenrev.